# Longana
Ne doit pas être confondu avec Loongana.
Longana est situé sur la partie orientale de l'île d'Ambae dans la province de Penama, au Vanuatu. La ville couvre une superficie d'environ 50 kilomètres carrés. C'est sur cette partie de l'île que se trouve le siège de la province de Penama appelé Saratamata. Un projet de plan a été mis en avant par le gouvernement provincial pour développer ce domaine dans une ville. La ville possède aussi un aéroport.